# Falkville
Falkville es un pueblo ubicado en el condado de Morgan en el estado estadounidense de Alabama. En el censo de 2000, su población era de 1202. 

## Demografía
En el 2000 la renta per cápita promedia del hogar era de $ 34.583$, y el ingreso promedio para una familia era de 40.759$. El ingreso per cápita para la localidad era de 13.510$. Los hombres tenían un ingreso per cápita de 29.231$ contra 23.365$ para las mujeres.

## Geografía
Falkville está situado en 34°22′19″N 86°54′30″O / 34.37194, -86.90833 (34.371919, -86.908381).
Según la Oficina del Censo de los EE. UU., la ciudad tiene un área total de 3.68 millas cuadradas (9.54 km ²).